# 窄花凤仙花
窄花凤仙花（学名：Impatiens stenantha）为凤仙花科凤仙花属的植物。分布于印度、不丹、尼泊尔、锡金以及中国大陆的云南、西藏等地，生长于海拔2,400米至3,000米的地区，常生于山坡杂木林下以及灌丛中，目前尚未由人工引种栽培。